# Dubravko Šimenc
Dubravko Šimenc (* 2. November 1966 in Zagreb) ist ein ehemaliger jugoslawischer Wasserballspieler. Er gewann mit der jugoslawischen Nationalmannschaft eine olympische Goldmedaille und war zweimal Weltmeister sowie einmal Europameisterschaftszweiter. Mit der kroatischen Nationalmannschaft gewann er eine olympische Silbermedaille und bei Europameisterschaften zwei Bronzemedaillen.

## Karriere
Dubravko Šimenc begann schon früh mit dem Wasserballsport und spielte bis 1992 bei HAVK Mladost Zagreb. Mit diesem Verein war der 2,01 m große Šimenc 1989 und 1990 jugoslawischer Meister sowie 1992 und 1999 kroatischer Meister. Ab 1992 spielte er meist in Italien, war aber zwischendurch immer wieder bei Mladost Zagreb.
1985 verloren die Jugoslawen bei der Europameisterschaft in Sofia nur ihr Auftaktspiel gegen Ungarn, gegen die sowjetische Mannschaft spielten die Jugoslawen Unentschieden. Am Ende siegte die sowjetische Mannschaft vor den Jugoslawen und der deutschen Mannschaft. 1986 bei der Weltmeisterschaft in Madrid besiegten die Jugoslawen die sowjetische Mannschaft im Halbfinale mit 9:8. Im Finale gewannen die Jugoslawen mit 12:11 gegen die italienische Mannschaft. Bei den Olympischen Spielen 1988 in Seoul gewannen die Jugoslawen ihre Vorrundengruppe trotz einer 6:7-Niederlage gegen die Mannschaft aus den Vereinigten Staaten. Nach einem 14:10 gegen Deutschland im Halbfinale trafen die Jugoslawen im Finale wieder auf das US-Team und gewannen diesmal mit 9:7. Šimenc warf im Turnierverlauf drei Tore. Anfang 1991 fand die Weltmeisterschaft in Perth statt. Die jugoslawische Mannschaft belegte mit drei Siegen den ersten Platz in der Vorrundengruppe und unterlag in der zweiten Runde der sowjetischen Mannschaft, besiegte aber die Italiener. Nach einem Halbfinalsieg gegen das US-Team trafen die Jugoslawen im Finale auf die Spanier und gewannen diesmal mit 8:7. Der letzte Auftritt der jugoslawischen Nationalmannschaft fand bei den Mittelmeerspielen in Athen statt. Es gewannen die Italiener vor den Jugoslawen.
Während der Mittelmeerspiele in Athen erklärte das kroatische Parlament (Sabor) am 25. Juni 1991 die Unabhängigkeit Kroatiens von Jugoslawien. Bei den Mittelmeerspielen 1993 standen mit Dubravko Šimenc und Perica Bukić zwei Spieler im kroatischen Aufgebot, die bereits 1991 Silber gewonnen hatten. Auch diesmal gewannen die Italiener, die Kroaten wurden Zweite. 1994 bei der Weltmeisterschaft in Rom belegten die Kroaten in der Vorrunde den zweiten Platz hinter den Spaniern. Nach einer 5:8-Halbfinalniederlage gegen die Italiener unterlagen die Kroaten im Spiel um den dritten Platz den Russen mit 13:14 nach Verlängerung. Dubravko Šimenc war mit 19 Toren erfolgreichster Torschütze für Kroatien, im Finale gelang ihm nur ein Treffer. Bei den Olympischen Spielen 1996 in Atlanta erreichten die Kroaten in ihrer Vorrundengruppe den dritten Platz. Im Viertelfinale trafen die Kroaten auf die jugoslawische Mannschaft, eigentlich die Mannschaft von Serbien und Montenegro. Nach ihrem 8:6-Sieg bezwangen die Kroaten im Halbfinale die Italiener mit 7:6. Im Finale gewannen dann die Spanier mit 7:5. Šimenc erzielte 14 Turniertore, davon drei im Viertelfinale und eins im Halbfinale.
Nachdem die kroatische Mannschaft 1998 ohne Šimenc den neunten Platz bei der Weltmeisterschaft in Perth belegt hatte, war er bei der Wasserball-Europameisterschaft 1999 in Italien wieder dabei. Die Kroaten erreichten in der Vorrunde den zweiten Platz hinter den Ungarn. Nach Siegen über Jugoslawien im Viertelfinale und über Griechenland im Halbfinale trafen die Kroaten im Finale wieder auf die Ungarn. Die Ungarn gewannen mit 15:12. Bei den Olympischen Spielen 2000 in Sydney trafen die beiden Finalgegner von 1996 bereits im Viertelfinale aufeinander und die Spanier siegten mit 9:8. In der Platzierungsrunde belegten die Kroaten den siebten Platz. Dubravko Šimenc warf neun Tore, davon eins im Viertelfinale. Bei der Europameisterschaft 2003 in Slowenien erreichten die Kroaten mit einem 10:9 im Halbfinale über die Ungarn das Finale und erhielten nach einer Niederlage gegen Serbien-Montenegro die Silbermedaille. Zum Abschluss seiner Karriere in der Nationalmannschaft nahm Šimenc 2004 an den Olympischen Spielen in Athen teil. Bei der Eröffnungsfeier war er Fahnenträger der kroatischen Mannschaft. Im Wasserballturnier verfehlten die Kroaten mit nur einem Sieg in der Vorrunde das Viertelfinale und belegten letztlich den zehnten Platz. Šimenc warf noch einmal vier Turniertore.
Dubravkos Vater Zlatko Šimenc erhielt 1964 eine olympische Silbermedaille im Wasserball.